# Xa lộ Liên tiểu bang 70
Xa lộ Liên tiểu bang 70 (tiếng Anh: Interstate 70 hay viết tắt là I-70) là một xa lộ liên tiểu bang đông-tây tại Hoa Kỳ.  Nó chạy từ Xa lộ Liên tiểu bang 15 gần Cove Fort, Utah đến một khu đậu xe riêng và sử dụng xe công cộng gần thành phố Baltimore, Maryland. Nó là một dự án đầu tiên của Hệ thống Xa lộ Liên tiểu bang tại Hoa Kỳ. I-70 gần như đi theo vết đường mòn của Quốc lộ Hoa Kỳ 40 (và cũng là quốc lộ củ ở phía đông Rặng Thạch Sơn. Phía tây Rặng Thạch Sơn, xa lộ I-70 được hình thành từ nhiều xa lộ khác nhau.  I-70 là xa lộ liên tiểu bang dài thứ năm sau I-90, I-80, I-40, và I-10.
Việc xây dựng I-70 tại tiểu bang Colorado và Utah được xem là một kỳ công kỹ thuật khi con đường đi qua Đường hầm Eisenhower, Thung lũng Glenwood, và San Rafael Swell. Đường hầm Eisenhower là điểm cao nhất trong Hệ thống Xa lộ Liên tiểu bang với độ cao là 11.158 ft (3.401 m).
Các đoạn của xa lộ tại tiểu bang Missouri và Kansas đã từng được tuyên bố là xa lộ liên tiểu bang đầu tiên tại Hoa Kỳ. Mặc dù có tranh cãi, Cơ quan Quản trị Xa lộ Liên bang Hoa Kỳ đã tuyên bố rằng đoạn đường của I-70 đi qua Thung lũng Glenwood, được hoàn thành năm 1992, là mảng cuối cùng trong Hệ thống Xa lộ Liên tiểu bang thông xe như ban đầu đã hoạch định.

## Mô tả xa lộ
|         | dặm     | km      |
| ------- | ------- | ------- |
| UT      | 232,15  | 373,61  |
| CO      | 451,04  | 725,88  |
| KS      | 424,15  | 682,60  |
| MO      | 251,66  | 405,01  |
| IL      | 155,94  | 250,96  |
| IN      | 156,6   | 252,02  |
| OH      | 225,6   | 363,07  |
| WV      | 14,45   | 23,26   |
| PA      | 167,92  | 270,24  |
| MD      | 93,62   | 150,67  |
| Tổng số | 2173,13 | 3497,31 |

### Utah
Xa lộ Liên tiểu bang 70 bắt đầu ở một nút giao thông khác mức với Xa lộ Liên tiểu bang 15 gần Cove Fort. Đi về hướng đông, I-70 đi qua giữa hai dãy núi Tushar và Pahvant qua thung lũng sâu và hẹp Clear Creek và chạy xuống vào Thung lũng Sevier. Tại đây, I-70 phục vụ Richfield, thị trấn duy nhất có trên vài trăm người dọc theo lộ trình của nó qua tiểu bang Utah. Ngay khi rời thung lũng gần Salina, I-70 vượt Đỉnh núi Salina cao 7.923 ft (2.415 m) và rồi đi qua một địa hình lớn có tên gọi là San Rafael Swell.
Trước khi xây dựng I-70, khu vực đồi cao này không có lối vào và gần như chưa được con người khám phá. Ngay khi đoạn đường dài khoảng 108 mi (174 km) được thông xe năm 1970, nó trở thành đoạn đường dài nhất trong Hệ thống Xa lộ Liên tiểu bang không có các dịch vụ như trạm dừng chân/vệ sinh, trạm xăng, xưởng sửa xe và cũng là xa lộ đầu tiên tại Hoa Kỳ được xây dựng hoàn toàn trên một con đường mới từ khi Xa lộ Alaska được xây dựng. Nó cũng trở thành mảng dài nhất của xa lộ liên tiểu bang được thông xe một lượt. Mặc dù được thông xe năm 1970, đoạn này không chính thức hoàn thành cho đến năm 1990 khi cầu thép hình cung thứ hai bắt qua Thung lũng sâu và hẹp Eagle được thông xe.

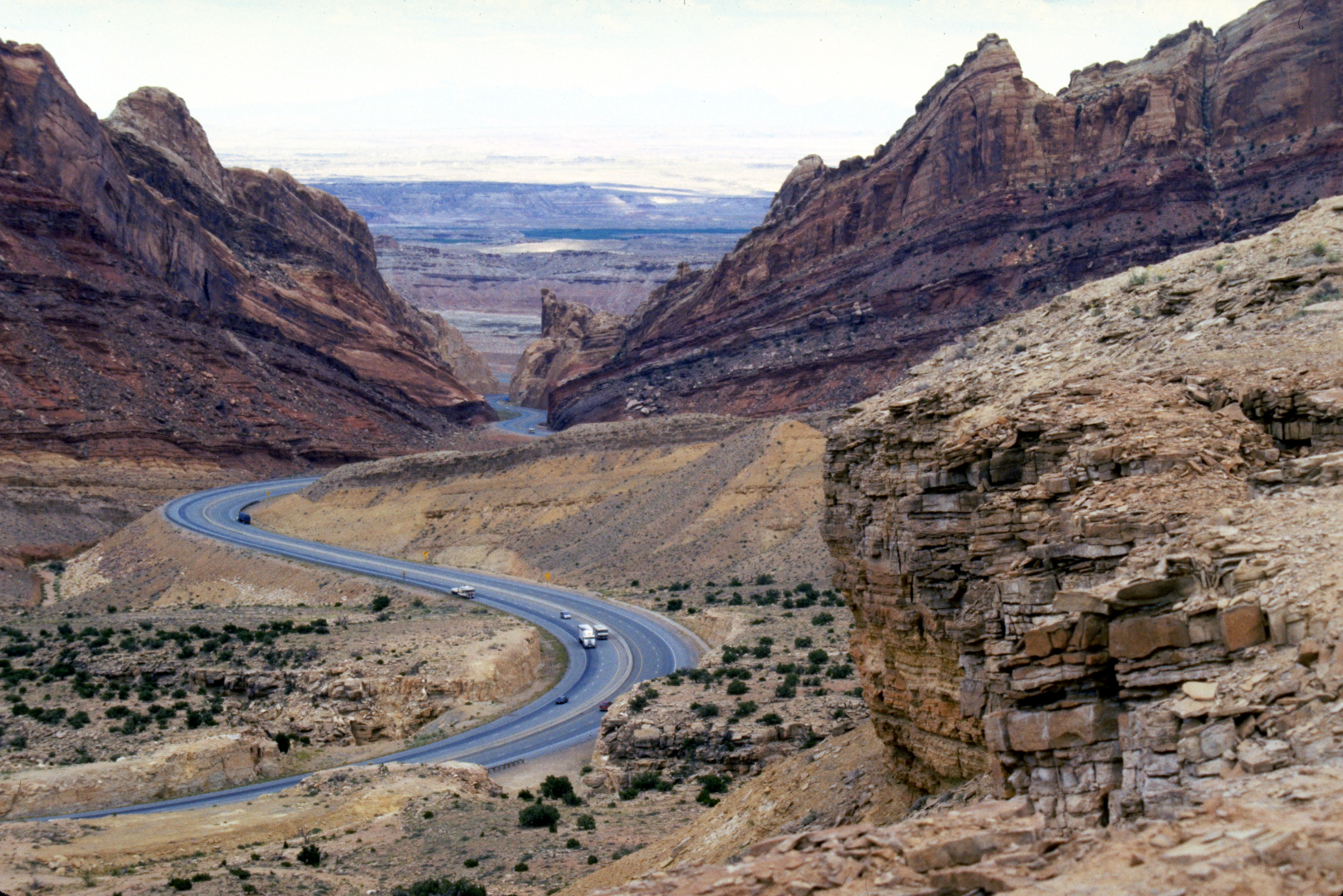
I-70 đi qua Thung lũng sâu và hẹp Spotted Wolf nằm bên trong San Rafael Swell

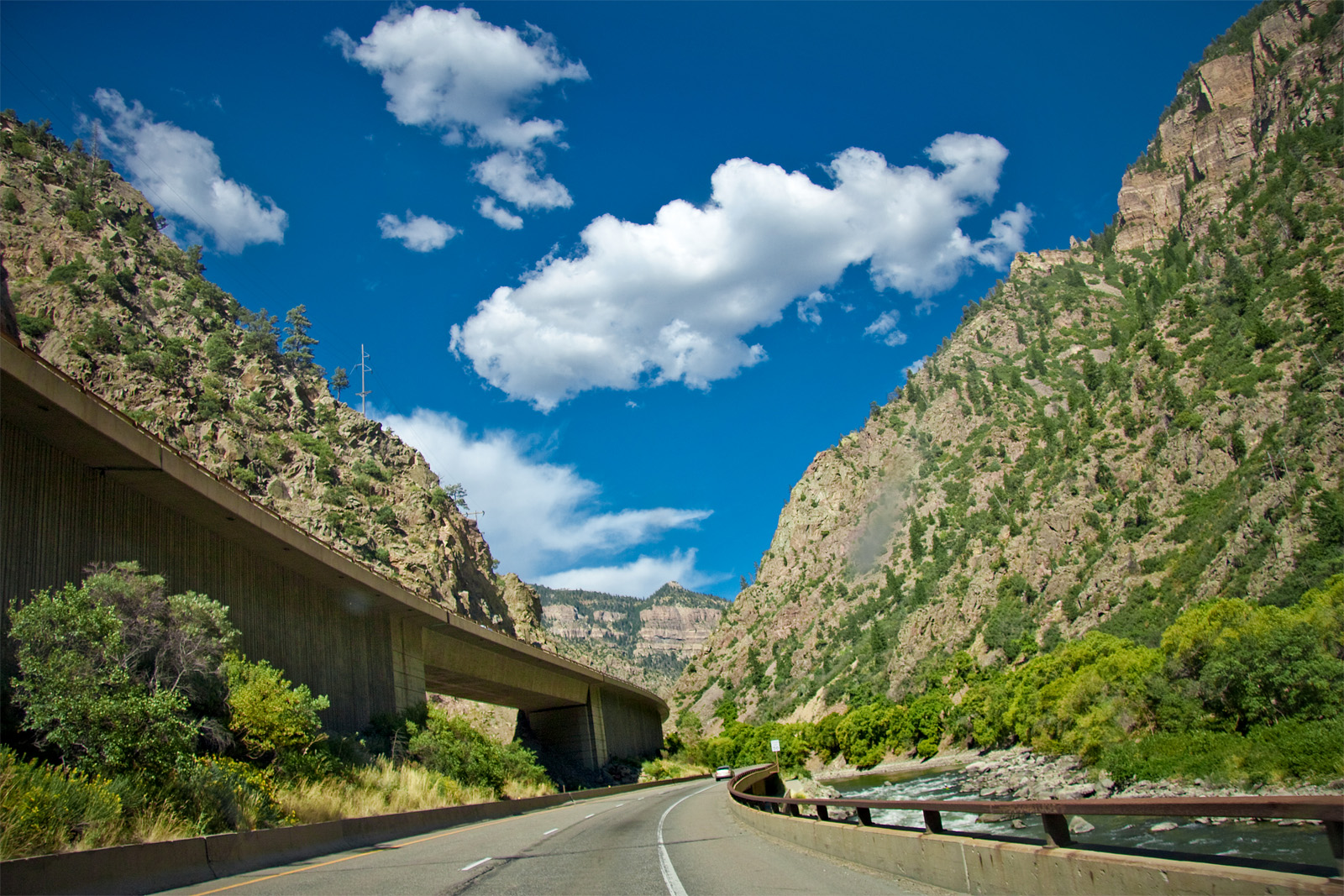
I-70 tại Thung lũng sâu và hẹp Glenwood

Từ khi xây dựng I-70, khu vực đồi cao này mới được khám phá vì vẻ đẹp hoang vắng của nó. Khu vực đồi cao này kể từ đó đã được đề cử thành Công viên quốc gia và/hay Tượng đài Quốc gia Hoa Kỳ trong nhiều dịp. Nếu khu vực này được chính thức công nhận thì đây là lần đầu tiên một công viên quốc gia Hoa Kỳ mang ơn một xa lộ liên tiểu bang để được tồn tại.  Phần lớn các lối ra trong đoạn đường này là nơi ngắm cảnh, dừng chân/vệ sinh, nơi thử phanh xe, và nhánh đường dành cho xe tải bị tuộc phanh sử dụng (runaway truck ramp: nhánh đường này xây đặc biệt ở vị trí xuống dốc, có độ dốc đi lên cao để giúp xe tải tuộc dốc dừng lại). Chỉ có một số ít lối ra thông thường vì khu vực này gần như không có người ở.
I-70 ra khỏi khu vực đồi cao này gần thành phố Green River. Từ thành phố Green River đến ranh giới tiểu bang Colorado, I-70 đi theo rìa phía nam của Các vách đá Book.

### Colorado

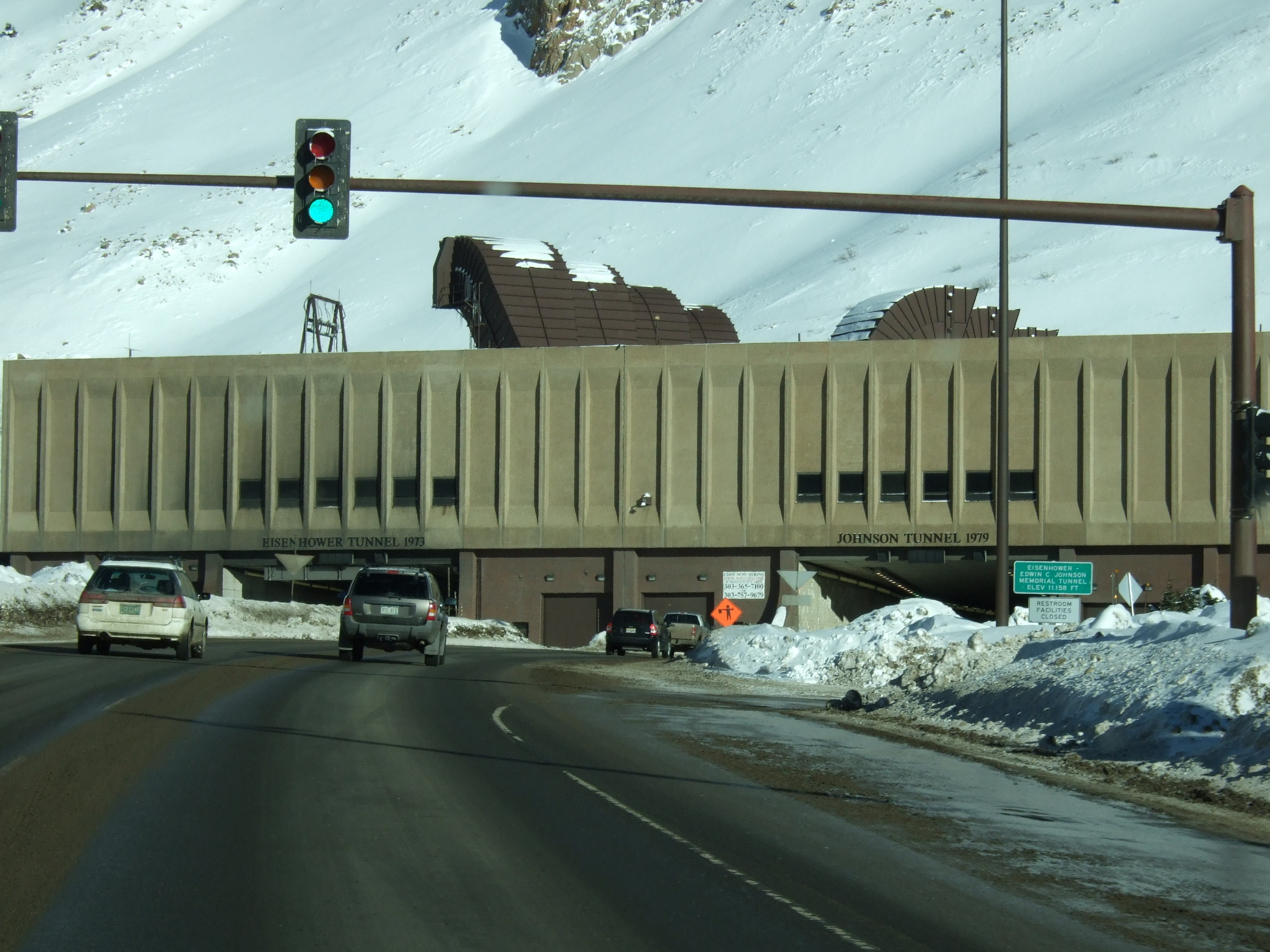
I-70 tại cửa vào Đường hầm Tưởng niệm Eisenhower–Johnson. Đèn giao thông được điều khiển từ một trung tâm kiểm soát và được sử dụng để quản lý sự cố.

Từ tiểu bang Utah đi vào, I-70 chạy thấp xuống vào Thung lũng Grand nơi nó gặp Sông Colorado. Sông cung cấp một con đường đi lên rìa phía tây của Rặng Thạch Sơn. Tại đây, I-70 phục vụ vùng đô thị Grand Junction trước khi đi qua địa hình nhiều đồi núi hơn.
Đoạn cuối của I-70 được hoàn thành là đoạn dài 15 dặm (24 km) nằm trong thung lũng sâu và hẹp có tên Glenwood Canyon. Đoạn này hoàn thành năm 1992 và là một kỳ tích kỹ thuật vì có địa hình cực kỳ khó khăn và khoảng đất hẹp nằm trong thung lũng hẹp và sâu này. Con đường bắt buộc có những góc uốc lượn gắt hơn bình thường so với tiêu chuẩn của một xa lộ liên tiểu bang.  Việc xây dựng bị trì hoãn nhiều năm vì có nhiều mối quan tâm về môi trường. Những khó khăn gặp phải khi xây dựng con đường này trong thung lũng hẹp và sâu càng thêm phức tạp bởi sự thật là một đường sắt nằm trên bờ phía nam và nhiều dự án xây dựng tạm thời phải được thực hiện để giữ cho Quốc lộ Hoa Kỳ 6 thông xe vào thời điểm đó vì đây là con đường đông-tây duy nhất trong khu vực. Phần lớn xa lộ được xây trên cao so với Sông Colorado. Tốc độ giới hạn tại đoạn này là 50 dặm một giờ (80 km/h) vì tầm nhìn xa giới hạn và có những khúc quanh gắt. Mối quan tâm lớn nhất là làm sao không tàn phá hệ sinh thái địa phương trong lúc xây dựng con đường này. Điểm đáng lưu ý là tất cả các khu dừng chân/vệ sinh trong đoạn này đều sử dụng nước tái chế.

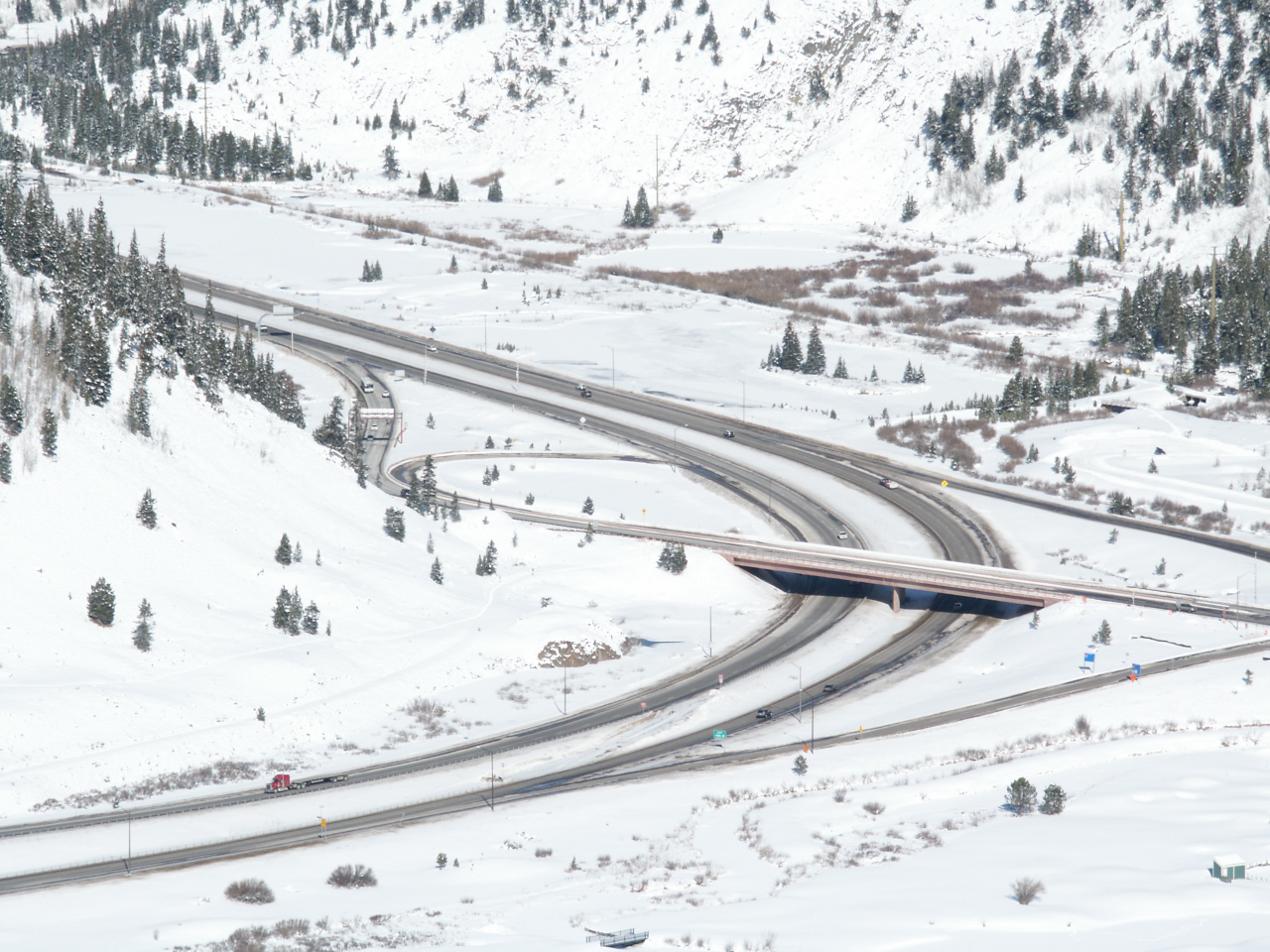
I-70 khi quay lên hướng bắc tại Núi Copper, cách Đèo Vail khoảng 2,5 mi.

Đường hầm Tưởng niệm Eisenhower–Johnson, đường hầm bộ cao nhất tại Bắc Mỹ và cũng là đường hầm dài nhất được xây dựng trong chương trình xa lộ liên tiểu bang, đi qua Đường phân thủy Bắc Mỹ.  Vì sự tồn tại của đường hầm nên I-70 là một trong ít con lộ nối các khu giải trí trượt tuyết như Núi Copper, Lạch Beaver và Vail với thành phố Denver và xa lộ này có khả năng được mở thông xe hơn là những con lộ khác (mùa đông có thể vẫn còn được mở).  Sau khi đi qua địa hình đồi núi, I-70 đi qua thành phố Denver và giao cắt với Xa lộ Liên tiểu bang 25.  Rồi Denver, I-70 đi qua các đồng bằng rộng lớn xuyên suốt phía đông tiểu bang Colorado trước khi vào tiểu bang Kansas.
Xe đạp được phép dùng lề xa lộ tại nhiều phần trong tiểu bang Colorado; đây là một trong số ít đoạn đường trong Hệ thống Xa lộ Liên tiểu bang cho phép xe không động cơ sử dụng.
Khi rời Rặng Thạch Sơn, người lái xe có thể nhìn thấy chân trời thành phố Denver trong ngày nắng trong. Từ đây vẫn còn một đoạn dài trên 10 dặm (16 km) có độ dốc lớn trước khi đến thành phố. Có nhiều biển cảnh báo về độ dốc cho người lái xe.

### Kansas
Từ tiểu bang Colorado, I-70 vào vùng đồng cỏ, đất nông trại, và những ngọn đồi chập trùng của tiểu bang Kansas. Đoạn này của I-70 là đoạn đường đầu tiên được tráng nhựa và hoàn tất trong Hệ thống Xa lộ Liên tiểu bang.  Nó có biệt danh là "đường phố chính của Kansas" vì xa lộ này kéo dài từ ranh giới phía tây đến ranh giới phía đông dài 424 dặm (682 km) và đi qua phần lớn các thành phố chính yếu của tiểu bang.

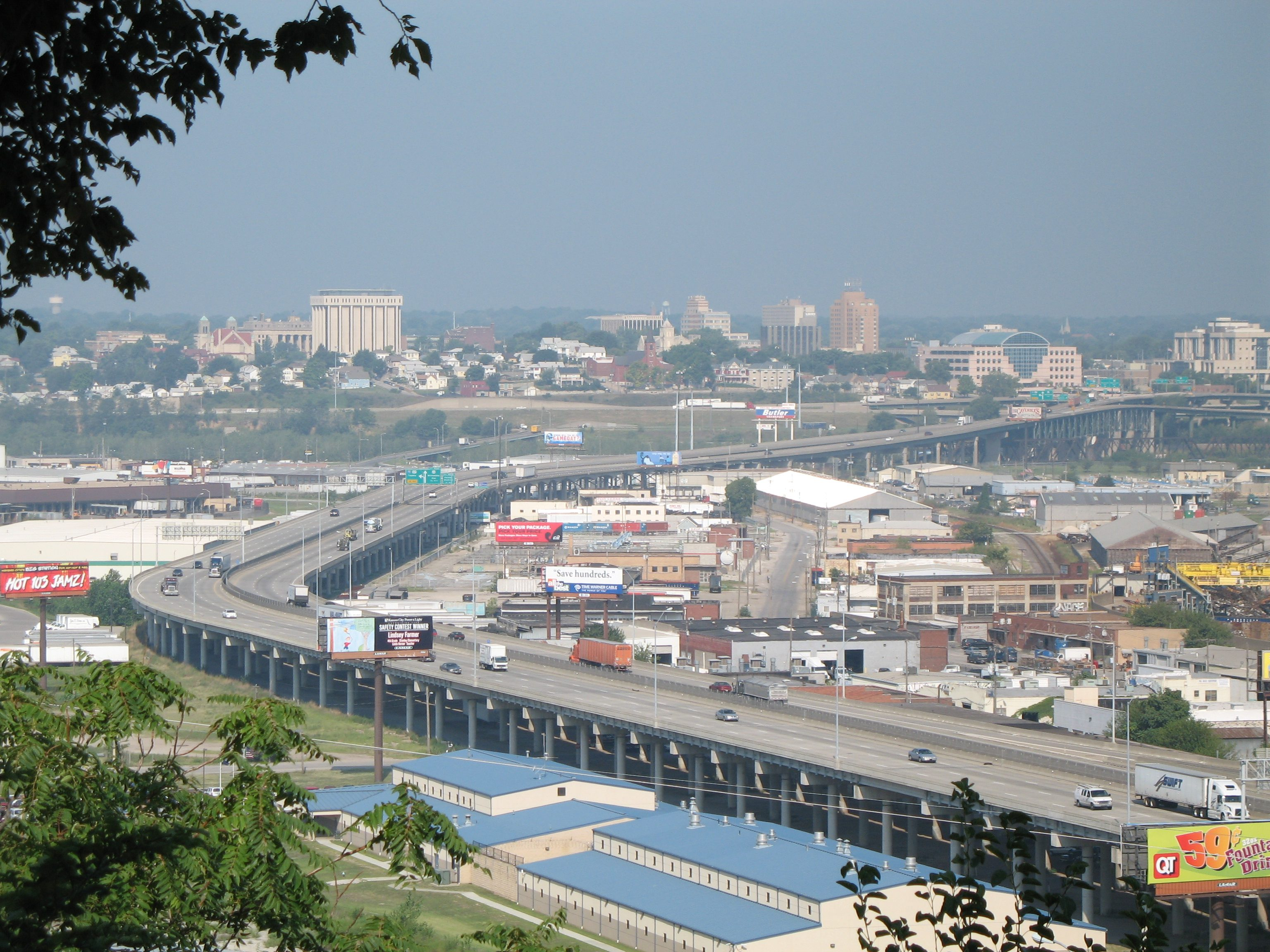
I-70 trên cầu Lewis & Clark bắt qua Sông Kansas.

  Tại Salina, I-70 giao cắt với I-135, "xa lộ nhánh ngắn" dài nhất trong Hệ thống Xa lộ Liên tiểu bang, hình thành đầu phía bắc của I-135.
Tại Topeka, I-70 giao cắt với I-470, hai lần. Tại điểm giao cắt phía đông, Xa lộ thu phí Kansas nhập vào và vì vậy I-70 trở thành một xa lộ thu phí. Đây là một trong số hai đoạn duy nhất I-70 có thu phí (đoạn còn lại là một phần của Xa lộ thu phí Pennsylvania.) I-70 mang biển dấu này từ thành phố Topeka đến Kansas City, điểm đầu phía đông của xa lộ thu phí. Phần thu phí kết thúc gần Bonner Springs, ngay phía tây Kansas City.  Cũng có một xa lộ con thứ ba tại thành phố Topeka là I-335, chạy từ I-470 về phía nam gặp I-35 trong thị trấn của Flint Hills là Emporia. Ngay khi đi qua trạm thu phí Bonner Springs, I-70 đi qua I-435 lần đầu tiên. I-435 tạo điều kiện cho người lái xe đi tránh xe cộ tại phố chính vì nó đi quanh bên ngoài vùng đô thị Kansas City. Khoảng nửa đường từ Topeka đến Kansas City, I-70 đi qua Lawrence (là nơi có Đại học Kansas). Xa hơn phía dưới xa lộ trong thành phố Kansas City, khoảng 3 dặm (4,8 km) trước khi đến Xa lộ cao tốc Đường 18, I-70 giao cắt lại với một xa lộ con khác.  Đó là I-635, chạy từ I-35 là điểm đầu phía nam của nó lên tới I-29, khoảng 5 dặm (8,0 km) phía bên kia Sông Missouri là đầu phía bắc của nó. Từ I-635 đến qua khỏi Lối ra Phố số 7 (Quốc lộ Hoa Kỳ 169), I-70 chạy gần khu vực kho bãi của hệ thống đường sắt Union Pacific.  Tại đây, I-670 xuất phát, tạo một con đường trực tiếp hơn mà sau đó gặp lại I-70 cách đó khoảng vài dặm ở phía đông trong tiểu bang Missouri. Xa lộ đi qua các bến bãi củ và bến bãi đường sắt khi nó vượt qua Sông Kansas vào trong phố chính Kansas City, Missouri.

### Missouri

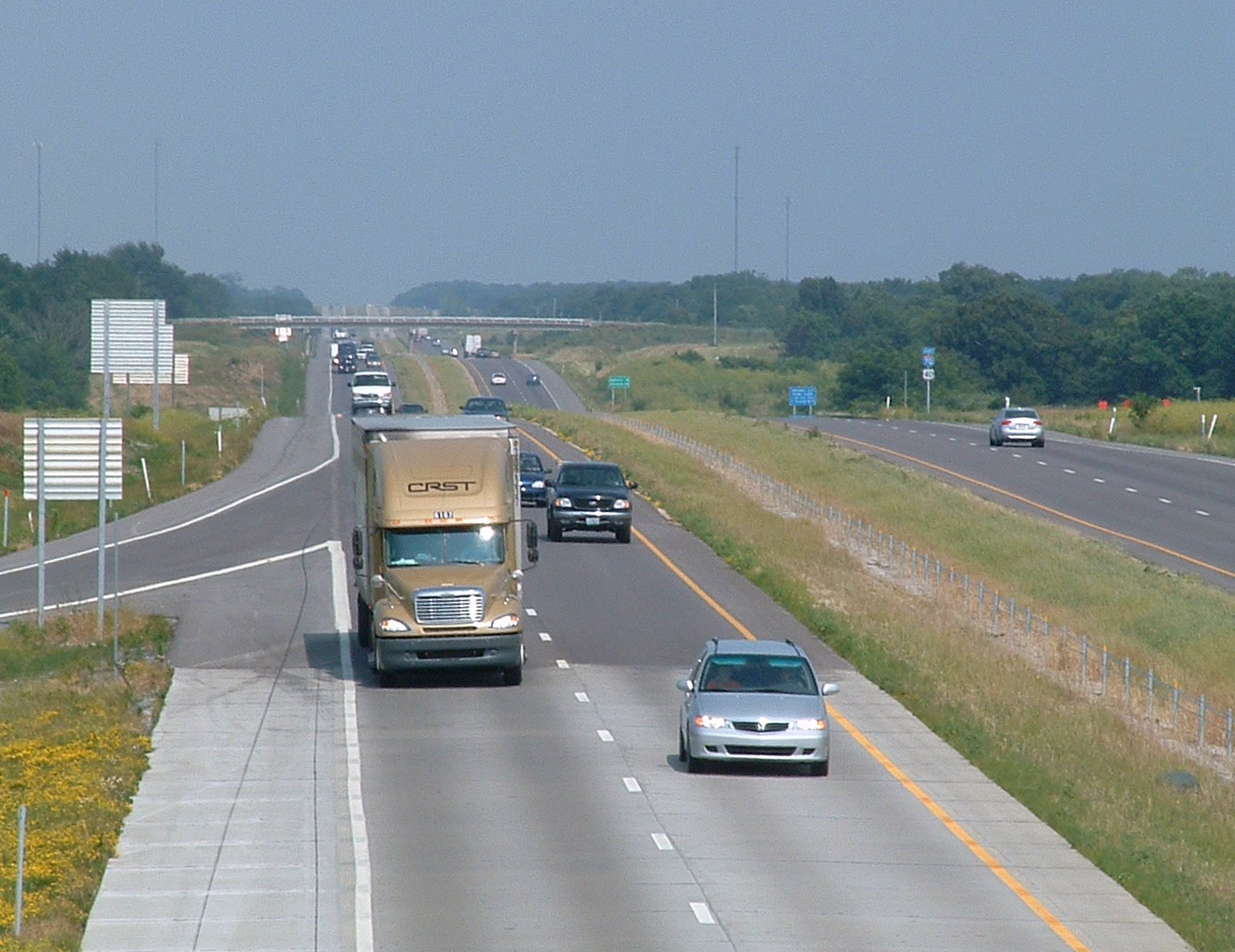
Xa lộ Liên tiểu bang 70 trong Quận Saline, Missouri

Sau khi vào tiểu bang Missouri. Nó gặp một vành đai gồm nhiều xa lộ cao tốc, có tên gọi là "Alphabet Loop" mà gồm có I-70 cũng như I-35, I-670, U.S. 24, U.S. 40, U.S. 71, và U.S. 169. Tại phần phía nam của vành đai này, I-670 đi trực diện qua phố chính trong khi I-70 đi tránh các tòa nhà cao tầng chừng vài dãy phố ở phía bắc nằm gần Sông Missouri.  I-670 đi hướng tây được cắm biển là xa lộ tùy chọn của I-70. Đây là xa lộ liên tiểu bang tùy chọn thường trực duy nhất tại Hoa Kỳ.  Đa số các xa lộ liên tiểu bang trong vành đai này nằm ở vị trí dặm thứ hai của chúng, vì vậy tất cả các lối ra (không cần biết là xa lộ liên tiểu bang nào) đều được đánh số 2 và mang hậu tố bằng bất cứ mẫu tự nào trừ I, O, và Z (vì có nhiều ngã ra nằm trong dặm thứ hai của các xa lộ nên lối ra đầu tiên được đánh số là 2A, kế tiếp là 2B, 2C, 2D,...).
Đoạn đường của I-70 tại phố chính Kansas City gần như là đường ranh địa giới phía nam của thành phố khi nó được hợp nhất vào năm 1853. Hai cầu dành cho xe hơi đầu tiên tại tiểu Missouri được dùng để đánh dấu các ranh giới ban đầu của thành phố: Cầu Broadway (Kansas City) (Quốc lộ Hoa Kỳ 169) là ranh giới phía tây trong khi đó Cầu Heart of America (Xa lộ 9) là ranh giới phía đông. Một nơi giao cắt đánh chú ý là lần thứ hai I-70 gặp lại I-435 (lần thứ nhất trong tiểu bang Kansas). Điểm giao cắt cuối cùng ngay trong vùng đô thị Kansas City là với I-470 tại Independence.

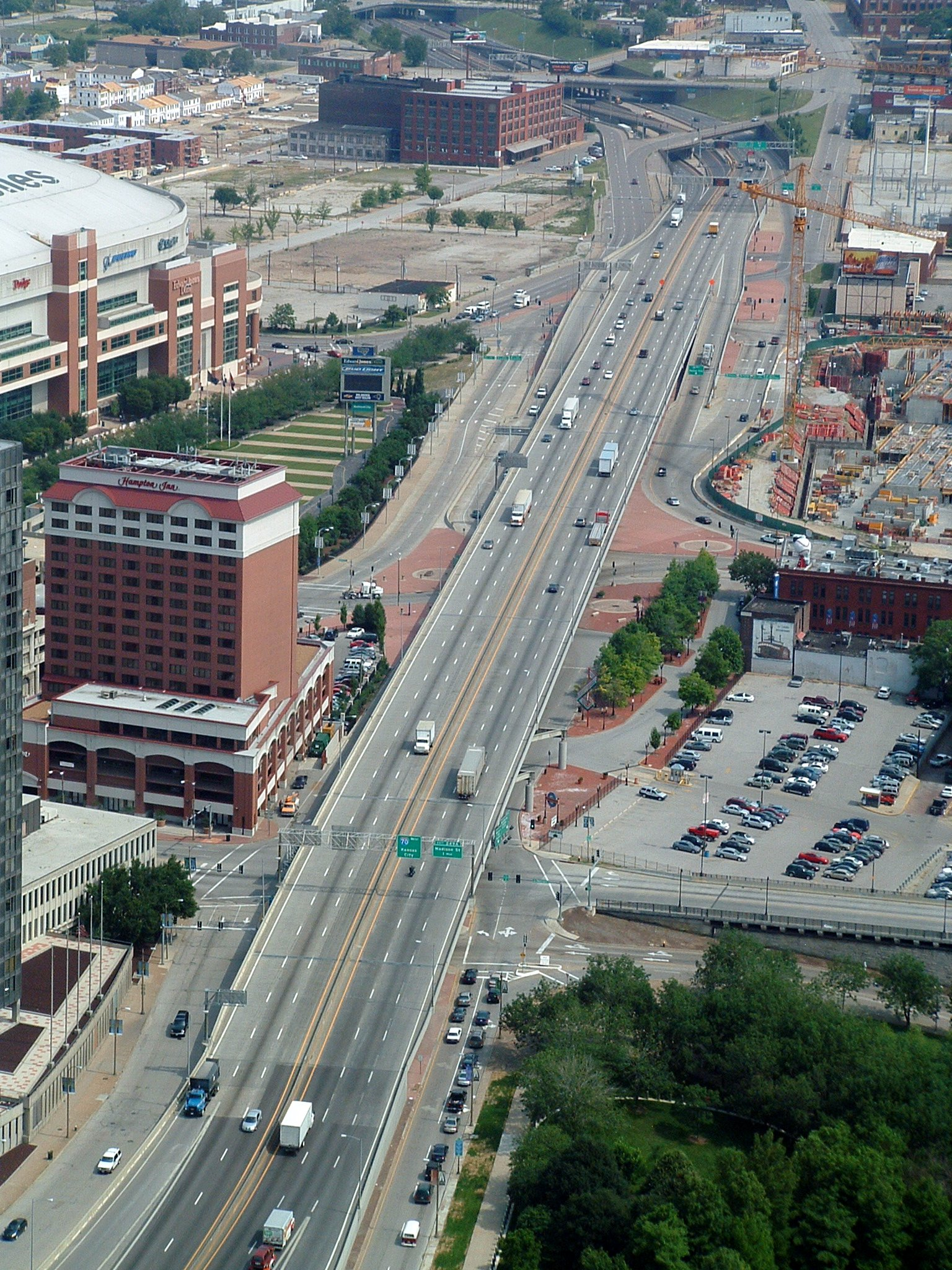
I-70 đi qua sân vận động Edward Jones Dome (bên trên, tay trái) tại phố chính St. Louis, hình chụp từ Gateway Arch.

Sau khi đi qua Kansas City, I-70 đi đoạn đường dài qua tiểu bang Missouri từ tây sang đông. Nó đi qua thành phố lớn nhất nằm giữa Kansas City và St. Louis là Columbia.  Thành phố này nằm tại điểm giữa của hai thành phố lớn và là nơi có Đại học Missouri.  Địa hình là các ngọn đồi và dốc đứng chạy dài trùng điệp gần các con sông. I-70 cũng vượt qua Sông Missouri hai lần tại Rocheport, khoảng 15 dặm (24 km) ở phía tây Columbia, và tại St. Charles, khoảng 20 dặm (32 km) ở phía tây bắc St. Louis.  Dần dần I-70 đi vào vùng đô thị St. Louis và Quốc lộ Hoa Kỳ 40 tách ra đi về phía nam cùng với Quốc lộ Hoa Kỳ 61.  Cuối năm 2009, con lộ giao cắt được nâng cấp lên chuẩn xa lộ liên tiểu bang cùng lúc hoàn thành công việc đại tu Xa lộ Liên tiểu bang 64.  Sau nút giao thông lập thể này, I-70 giao cắt hai xa lộ con: I-270 và I-170.  Sau đó, I-70 hướng vào địa giới thành phố St. Louis.  Nó tiếp tục đi về hướng nam rồi giao cắt với I-64, U.S. 40, và I-55. i-55 lúc đó trở thành xa lộ chạy trùng với I-70 khi chúng hướng về phía đông để qua Sông Mississippi bằng Cầu Poplar Street.

### Illinois
Sau khi qua Cầu Poplar Street, I-64 tách ra trong khi đó I-55 và I-70 vẫn chạy trùng nhau. Khi chúng giao cắt với I-270 thì I-55 vẫn sử dụng cột mốc dặm tính từ Cầu Poplar Street trong khi đó I-70 đi về hướng đông bằng con đường của I-270 và sử dụng cột mốc dặm của I-270.
I-70 sẽ được dời từ Cầu Poplar Street đến một cây cầu mới hiện đang được xây dựng qua Sông Mississippi, ở phía bắc phố chính St. Louis, dự tính sẽ được hoàn thành vào năm 2015.
I-70 đi qua vô số các quận lị trong tiểu bang Illinois. Trong số đó có Vandalia, thủ phủ tiểu bang từ 1818 đến 1839. Nó chạy trùng với Xa lộ Liên tiểu bang 57 quanh thành phố Effingham và rồi đi về phía đông đến tiểu bang Indiana.

### Indiana

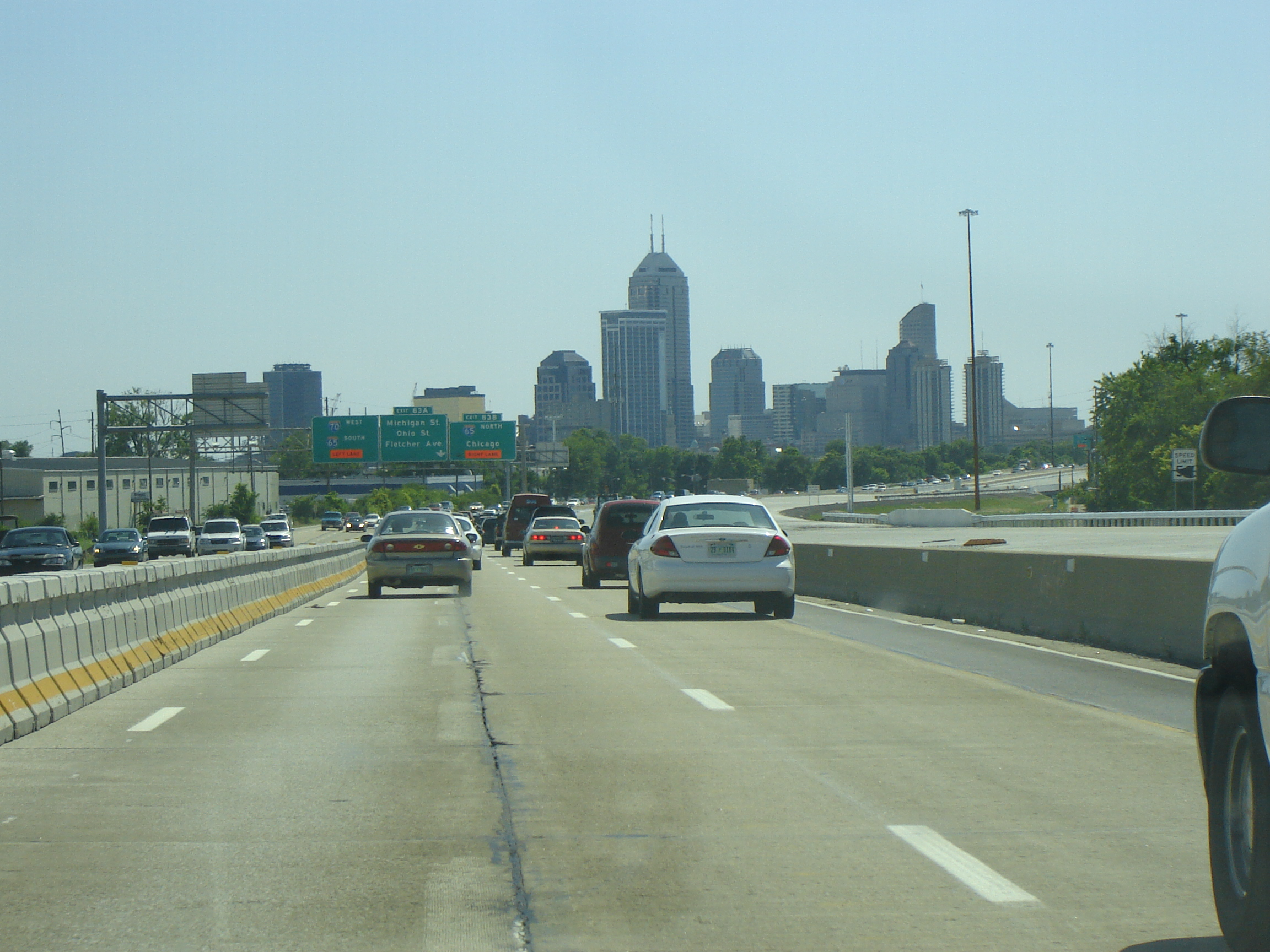
I-70 gần nơi giao cắt với I-65 ở phía đông phố chính thành phố Indianapolis

I-70 vào tiểu bang Indiana ngay phía tây Terre Haute và rồi qua Sông Wabash trước khi đi qua phía nam thành phố đó. Sau khi đi qua nhiều dặm đường có địa hình trùng điệp trong vùng nông thôn phía tây của miền trung tiểu bang Indiana, xa lộ đến vùng đô thị lớn Indianapolis.
Lối chính vào Sân bay Quốc tế Indianapolis được dời đến lối ra số 68 trên I-70 vào ngày 11 tháng 11 năm 2008.
Ngay khi đến gần khu thương mại trung tâm của thành phố thủ phủ của tiểu bang Indiana, bộ mặt của Sân vận động Lucas Oil và khách sạn mới xây năm 2011 là JW Marriott Indianapolis cùng với nền trời thành phố đóng vai là bối cảnh chi phối cả quang cảnh ở phía bắc xa lộ. Sau khi đi qua phía nam tổng hành dinh thế giới của công ty Eli Lilly & Co., I-70 và I-65 có một đoạn ngắn trùng nhau qua phía đông của phố chính thành phố Indianapolis.
Đáng lưu ý ở đây là các xa lộ liên tiểu bang 2-chữ số khác phục vụ thành phố Indianapolis đều không chạy đến trung tâm thành phố. Kết quả là, người lái xe trên I-70 phải dùng xa lộ vành đai I-465 để đến I-69 mà không phải rời hệ thống xa lộ liên tiểu bang.
Sau khi đi qua phần lớn phía cận đông bắc thành phố Indianapolis, I-70 lần nữa gặp lại xa lộ vành đai I-465. I-70 tiếp tục đi về phía đông từ điểm này, đầu tiên đi qua vùng ngoại ô của thành phố Indianapolis, rồi sau đó đi vào vùng nông thôn phía đông của miền trung tiểu bang Indiana. Nó đi qua phía nam của thành phố New Castle. Ngay khi đến khu vực thành phố Richmond, U.S. 35 nhập vào I-70 ngay trước khi cả hai xa lộ rồi tiểu bang và đi vào tiểu bang Ohio.

### Ohio
Xa lộ Liên tiểu bang 70 vào tiểu bang Ohio ngay phía đông nút giao thông khác mức với U.S. 40 tại thành phố Richmond, Indiana. Tiếp tục đi hướng đông, I-70 giao cắt với Xa lộ Liên tiểu bang 75 ở phía bắc thành phố Dayton, theo sau là I-675 nằm trên phía đông của Dayton. Springfield là thành phố kế tiếp. Đây là nơi có Công viên Tiểu bang Buck Creek.

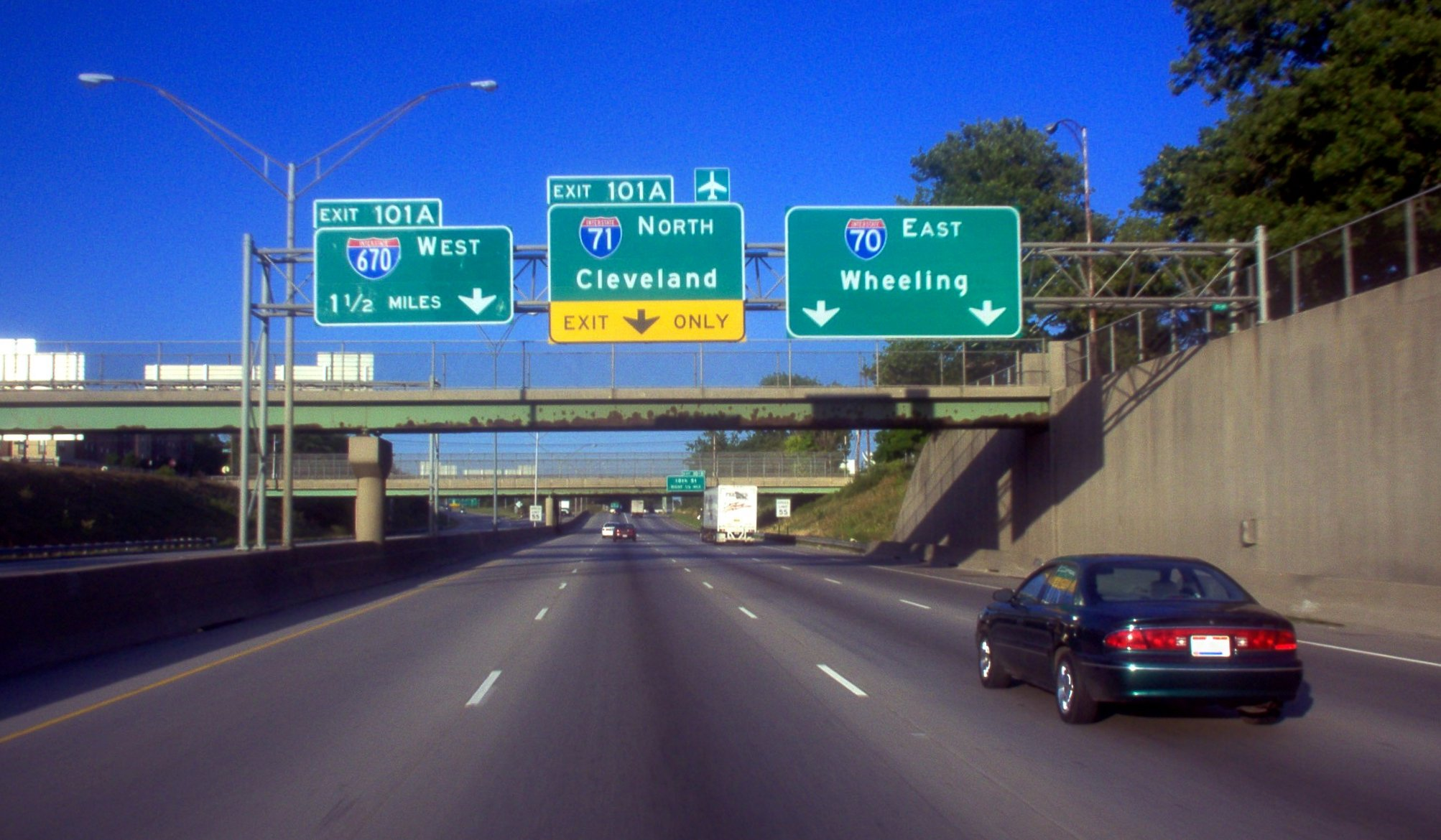
I-70 và I-71 giao cắt tại Columbus, Ohio.

Sau đó, I-70 gặp thành phố lớn nhất tại tiểu bang Ohio là Columbus. Columbus có ranh giới tạo bởi I-270, và gần như có trung tâm nằm quanh điểm giao cắt giữa I-70 và I-71. Xa lộ Liên tiểu bang 670 nối Sân bay Quốc tế Port Columbus với I-270, I-71, và I-70. Phía đông Columbus, I-70 đi qua Zanesville và tiếp tục đến Cambridge nơi nó giao cắt với Xa lộ Liên tiểu bang 77. Tiếp tục đi về phía tiểu bang West Virginia, I-70 giao cắt với Xa lộ Liên tiểu bang 470 ngay phía đông St. Clairsville. I-470 chính yếu được sử dụng cho xe cộ chạy xuyên suốt và để tránh xe cộ trong dịp Lễ hội Đèn ở khu vực Công viên Oglebay.

### West Virginia

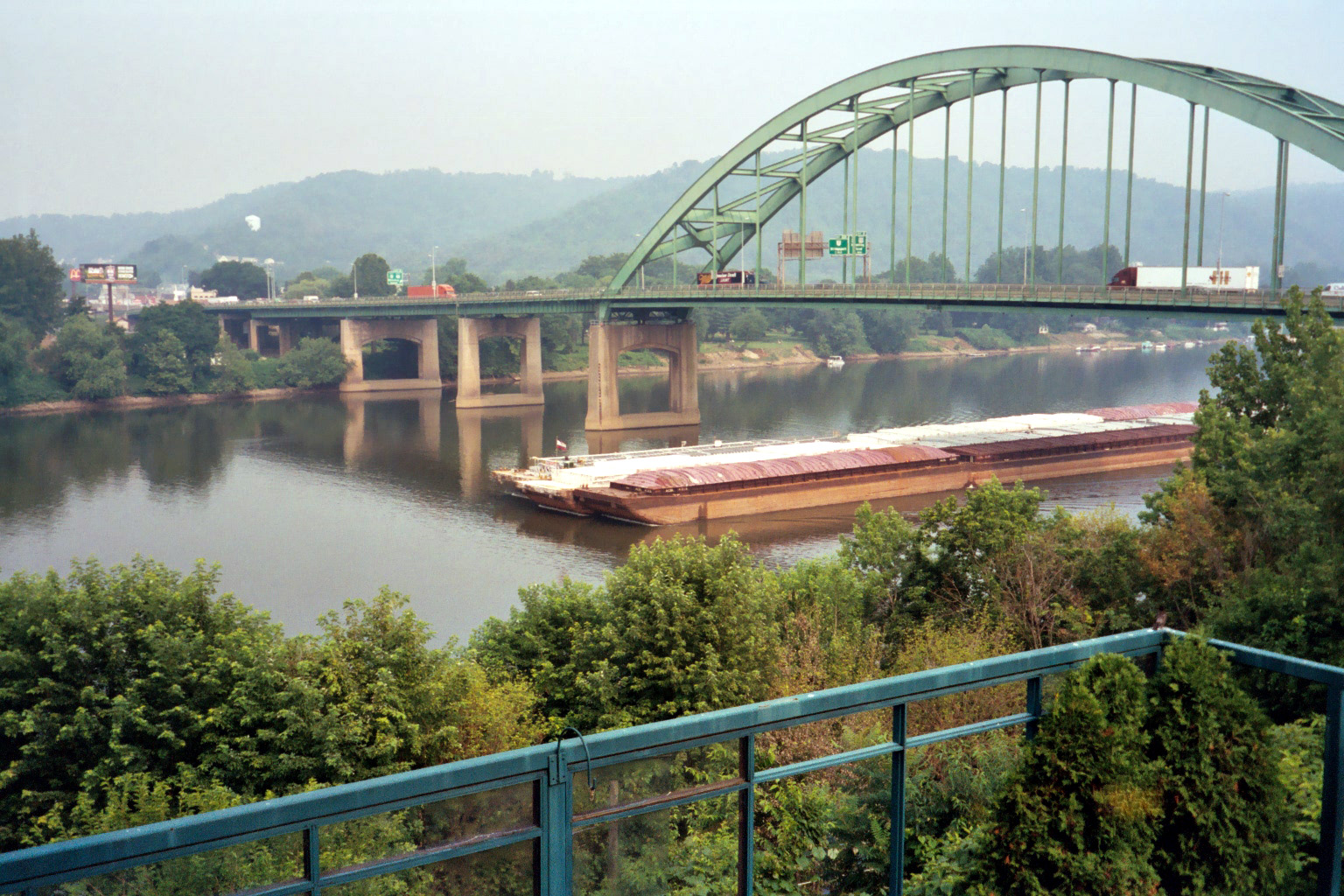
Qua Sông Ohio (Cầu Fort Henry) tại Wheeling

Một phần của I-70 tại West Virginia đi qua Sông Ohio tại Wheeling và chạy qua Đường hầm Wheeling. I-70 chỉ có một làn xe thông suốt cho mỗi chiều tại đường hầm. Một nút giao thông lập thể được dự tính xây dựng nhưng chưa bao giờ hoàn thành bên phía đông Đường hầm Wheeling. Ngay khi nhập với I-470, I-70 chạy lên đồi về phía Dallas Pike, West Virginia. Đoạn này được gọi là "Đồi Hai dặm", có nhiều vụ tại nạn xe cộ xảy ra ở phía chân đồi. I-70 đã mang đến sự phát triển lớn tại Quận Ohio, quận duy nhất mà xa lộ này đi qua tại West Virginia trong vài năm trước đây. Bên phía bắc xa lộ, một khu mỏ củ đang được phát triển thành một khu vực bán lẻ có tên là the Highlands. Đoạn đường này của I-70 là đoạn ngắn nhất của I-70 đi qua bất cứ tiểu bang nào khác.  Nó chỉ dài khoảng 15 dặm (24 km) từ Sông Ohio đến ranh giới Pennsylvania.

### Pennsylvania
Ban đầu I-70 được dự tính đi qua phố chính của thành phố Pittsburgh, Pennsylvania nhưng hiện nay đi qua các khu ngoại ô của thành phố; con đường của nó được dự tính trước đây về sau được hợp nhất vào I-376 cũng như một phần của I-76 và I-79.
I-70 cũng trùng với I-79 gần khu ngoại ô của thành phố Pittsburgh là Washington, Pennsylvania khoảng 3 dặm (4,8 km).
Đoạn dài 38 dặm (61 km) của I-70 giữa Washington, Pennsylvania và New Stanton, Pennsylvania là đoạn dưới chuẩn xa lộ liên tiểu bang. Đoạn này từng là Xa lộ Pennsylvania 71. Đặc điểm của nó gồm có các khúc cong gắt, tầm nhìn xa có giới hạn, lề đường hẹp và thiếu làn xe nhập vào tại các nút giao thông lập thể. Tốc độ giới hạn cho đoạn này là 55 dặm một giờ (90 km/h)
Từ khu ngoại ô của thành phố Pittsburgh là New Stanton đến Breezewood, I-70 trùng với I-76 và Xa lộ thu phí Pennsylvania.  Đây là một trong số hai đoạn đường có thu phí trên I-70 (đoạn kia nằm trong tiểu bang Kansas).
Người lái xe trên I-70 gần Breezewood, Pennsylvania phải rời xa lộ cao tốc này và lái xe vài dãy phố trên Quốc lộ Hoa Kỳ 30 qua vài đèn giao thông trước khi quay trở lại xa lộ cao tốc. Đoạn này của I-70 là một trong số ít đoạn đứt thuộc Hệ thống Xa lộ Liên tiểu bang.
I-70 tiếp tục gần như đi về hướng nam đến ranh giới tiểu bang Maryland sau khi rời Xa lộ thu phí I-76/Pennsylvania tại Breezewood.

### Maryland
Tại Maryland, Xa lộ Liên tiểu bang 70 chạy từ ranh giới tiểu bang Pennsylvania gần Hancock về phía đông qua phần trung tâm của tiểu bang về phía thành phố Baltimore, men theo con đường của Quốc lộ Hoa Kỳ 40. Đây là xa lộ then chốt đông-tây tại tiểu bang, phục vụ các thành phố Hagerstown và Frederick và đi tránh ngang Ellicott City. Phía đông Frederick, xa lộ ban đầu được đặt tên là Xa lộ Liên tiểu bang 70N. Xa lộ phục vụ thành phố Washington D.C. qua ngã Xa lộ Liên tiểu bang 270 mà trước đây có lần được đặt tên là Xa lộ Liên tiểu bang 70S. Đặc biệt, Xa lộ Liên tiểu bang 70 phục vụ không chính thức một nhánh của hệ thống trung chuyển có tên là Washington Metro tại Shady Grove qua ngã Xa lộ Liên tiểu bang 370.
I-70 được dự tính kết thúc tại Xa lộ Liên tiểu bang 95 tại Baltimore, nhưng vì có sự phản đối của cư dân địa phương nên nó chỉ được xây dựng đến Xa lộ Maryland 122 (Xem phần lịch sử dưới đây).

## Lịch sử
Ngoài việc là xa lộ liên tiểu ban đầu tiên nhận hợp đồng xây đường tráng nhựa, I-70 cũng có nhiều điều dị thường khác nữa:

### Đầu phía tây

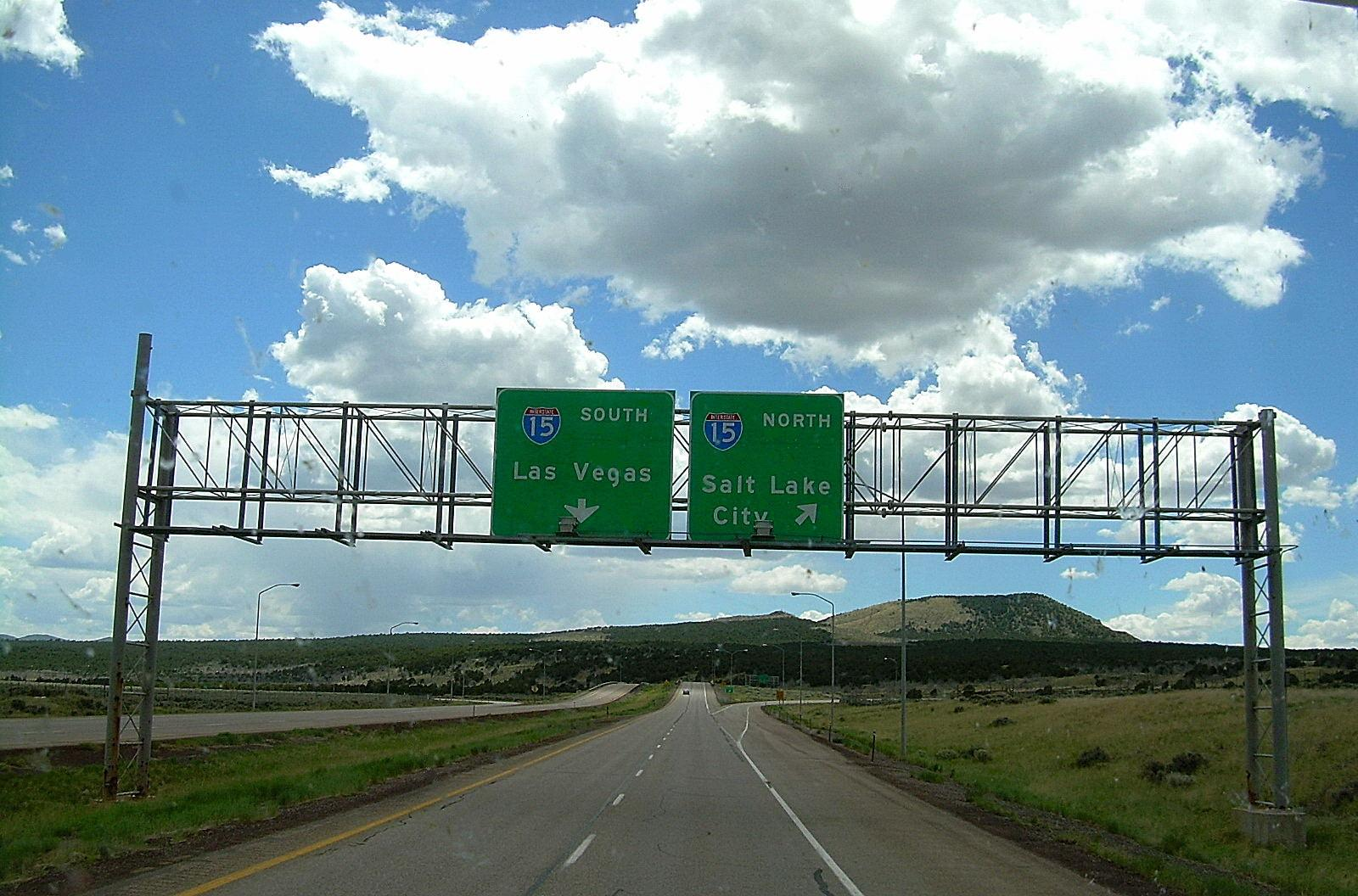
Điểm đầu phía tây tại tiểu bang Utah

Như được đề xuất ban đầu, điểm đầu phía tây của I-70 là tại thành phố Denver, Colorado. Hai tiểu bang Utah và Colorado làm áp lực với chính phủ liên bang nới rộng dự án để I-70 dài hơn về phía tây. Theo hai tiểu bang này, một con lộ nối trực tiếp giữa Denver, Colorado và Thành phố Salt Lake là quan trọng đối với một hệ thống xa lộ hiệu quả. Lời đề nghị là con đường này đi theo con đường mà bây giờ là Quốc lộ Hoa Kỳ 6 đi về phía tây và nối với Xa lộ Liên tiểu bang 15 tại Spanish Fork, Utah. Những chuyên gia lập kế hoạch của liên bang (bị phía quân đội gây ảnh hưởng) đồng ý nới rộng con đường của I-70 nhưng không phục vụ Thành phố Salt Lake. Quân đội muốn xa lộ này nối liền miền nam California với Đông Bắc Hoa Kỳ hơn. Kết quả đưa đến việc xây con đường đi qua vùn đồi núi hiểm trở có tên San Rafael Swell và kết thúc tại Cove Fort. Nhiều người lái xe tính I-70 như một phần trong chuyến hành trình xuyên quốc gia của họ giữa Thành phố New York và Los Angeles (mà có thể đến I-70 qua các xa lộ liên tiểu bang khác).

### Đầu phía đông
Vì có những cuộc chống đối xây xa lộ tại vùng thành phố Baltimore nên một phần của Xa lộ Liên tiểu bang 70 nằm ở phía đông Xa lộ Maryland 122 chưa được xây dựng đến điểm đầu phía đông của nó, được dự tính là nằm trên Xa lộ Liên tiểu bang 95 trong địa giới thành phố Baltimore.

## Các xa lộ giao cắt chính
- Xa lộ Liên tiểu bang 15 tại Cove Fort, Utah
- Xa lộ Liên tiểu bang 76 tại Arvada, Colorado
- Xa lộ Liên tiểu bang 25 tại Denver, Colorado
- Xa lộ Liên tiểu bang 225 tại Aurora, Colorado
- Xa lộ Liên tiểu bang 135 gần Salina, Kansas
- Xa lộ Liên tiểu bang 435 gần Bonner Springs, Kansas
- Xa lộ Liên tiểu bang 635 tại trung Kansas City, Kansas
- Xa lộ Liên tiểu bang 35 tại Kansas City, Missouri (trùng nhau giữa lối ra 2A và 2H)
- Xa lộ Liên tiểu bang 29 tại Kansas City, Missouri. I-29 bắt đầu/kết thúc tại nút giao thông lập thể phố chính
- Xa lộ Liên tiểu bang 435 phía đông Kansas City, Missouri
- Xa lộ Liên tiểu bang 470 tại Independence, Missouri
- Xa lộ Liên tiểu bang 270 giữa điểm giao cắt Cầu Natural, Missouri và Champ, Missouri
- Xa lộ Liên tiểu bang 170 gần Sân bay Quốc tế Lambert-St. Louis
- Xa lộ Liên tiểu bang 44/Xa lộ Liên tiểu bang 55/Xa lộ Liên tiểu bang 64 tại St. Louis, Missouri. Tất cả bốn xa lộ nhập tại đây để vượt Sông Mississippi qua ngã Cầu Poplar Street là cầu mang cả Quốc lộ Hoa Kỳ 40.
- Xa lộ Liên tiểu bang 64 tại East Saint Louis, Illinois (trong khi vẫn còn trùng với Xa lộ Liên tiểu bang 55)
- Xa lộ Liên tiểu bang 255 phía tây Collinsville, Illinois (tỏng khi vẫn còn trùng với Xa lộ Liên tiểu bang 55)
- Xa lộ Liên tiểu bang 55/Xa lộ Liên tiểu bang 270 gần Troy, Illinois.
- Xa lộ Liên tiểu bang 57 tại Effingham, Illinois (trùng khoảng 6 dặm (10 km))
- Xa lộ Liên tiểu bang 74/Xa lộ Liên tiểu bang 465 nằm phía tây Indianapolis, Indiana
- Xa lộ Liên tiểu bang 65 tại Indianapolis, Indiana (trùng khoảng 2 dặm (3 km))
- Xa lộ Liên tiểu bang 465 trên phía đông Indianapolis, Indiana
- Xa lộ Liên tiểu bang 75 gần Dayton, Ohio
- Xa lộ Liên tiểu bang 675 giữa Dayton, Ohio và Springfield, Ohio
- Xa lộ Liên tiểu bang 270 trên phía tây Columbus, Ohio
- Xa lộ Liên tiểu bang 71 tại Columbus, Ohio (trùng khoảng 2 dặm (3 km))
- Xa lộ Liên tiểu bang 270 trên phía tây Columbus, Ohio
- Xa lộ Liên tiểu bang 77 tại Cambridge, Ohio
- Xa lộ Liên tiểu bang 79 tại Washington, Pennsylvania
- Xa lộ Liên tiểu bang 76 tại New Stanton, Pennsylvania. Chúng vẫn nhập với nhau cho đến Breezewood, Pennsylvania (khoảng chừng 88 dặm (142 km)).  Trong lúc chạy trùng, chúng là một phần của Xa lộ thu phí Pennsylvania; vì thế, đây là một đoạn thu phí của cả hai xa lộ liên tiểu bang.
- Xa lộ Liên tiểu bang 99 tại Bedford, Pennsylvania (không có chỗ kết nối trực tiếp giữa xa lộ cao tốc với xa lộ cao tốc)
- Xa lộ Liên tiểu bang 68 tại Hancock, Maryland
- Xa lộ Liên tiểu bang 81 gần Hagerstown, Maryland
- Xa lộ Liên tiểu bang 270 tại Frederick, Maryland
- Xa lộ Liên tiểu bang 695 gần Baltimore, Maryland

## Các xa lộ phụ
I-70 có một trong số những đoạn đường gần nhau nhất giữa hai xa lộ liên tiểu bang phụ riêng biệt nhưng mang cùng một con số xa lộ liên tiểu bang phụ. I-470 gần Topeka, Kansas và I-470 trên phía đông Kansas City, Missouri chỉ cách nhau khoảng 72 dặm (116 km). Kỷ lục này bị qua mặt bởi I-291 quanh Hartford, Connecticut và I-291 gần Springfield, Massachusetts, chỉ cách nhau khoảng 23 dặm (37 km).
Các xa lộ phụ hay xa lộ con của I-70 như sau:
- I-270 là một xa lộ ngắn nối liền I-70 và I-25 tại Denver, Colorado. Nó cũng mang cả Quốc lộ Hoa Kỳ 36 trong suốt chiều dài của nó.
- I-470 là một xa lộ vòng quanh phía nam của Topeka, Kansas.
- I-670 là một xa lộ tùy chọn của I-70 trong Kansas City, Kansas và Kansas City, Missouri.
- I-470 là một xa lộ nối liền I-70 và I-435 tại đông nam Kansas City và Independence, Missouri.
- I-170 là một xa lộ nối liền I-64 và I-270 trong Quận St. Louis, Missouri.
- I-270 chạy vòng quanh quận và thành phố St. Louis, Missouri. Nó được I-255 phụ trợ thêm về phía đông.
- I-270 là một xa lộ vành đai quanh Columbus, Ohio.
- I-670 là một xa lộ dài 9,37 dặm, bắt đầu tại I-70 ở phía tây phố chính Columbus và kết thúc tại I-270 ở phía đông Columbus.
- I-470 là một xa lộ tránh thành phố đi quanh phía nam thành phố Wheeling, West Virginia.
- I-270 là một xa lộ nhánh ngắn đến Washington, D.C..  Trước đây nó được đặt tên là I-70S.
- I-370 là một xa lộ nhánh ngắn đến Gaithersburg và Rockville, Maryland từ I-270.  Nó chưa bao giờ nối với I-70.
- I-170 đáng lẽ ra là một xa lộ nhánh ngắn đi vào phố chính Baltimore, Maryland nhưng phần ngắn của nó được thông xe chưa bao giờ nối đến I-70 hay bất cứ xa lộ liên tiểu bang nào khác. Nó bị giải thể năm 1989, và được đặt tên là Quốc lộ Hoa Kỳ 40.